# Vrjogrntsi
Vrjogrntsi ou Vržogrnci (en macédonien Вржогрнци) est un village du nord-est de la Macédoine du Nord, situé dans la municipalité de Rankovtsé. Le village comptait 29 habitants en 2002.

## Démographie
Lors du recensement de 2002, le village comptait :
- Macédoniens : 29